# Hospital Ángela Iglesia de Llano
El Hospital Ángela Iglesia de Llano, conocido simplemente como “Hospital Llano”, es uno de los seis hospitales de la ciudad de Corrientes, Argentina.  Está emplazado en seis hectáreas, sobre la avenida Pte. Dr. Raúl Alfonsín (exavenida Centenario) y las calles: Reconquista, Dominicana, Esparta y pasaje Guido. El acceso principal es por la avenida Alfonsín 3298.
El acceso para Emergencias es por calle Dominicana, y el acceso al pabellón de Consultorios Externos y Vacunatorio es por calle Reconquista.
El predio se comparte con el Instituto Médico Forense, dependiente del Poder Judicial de la Provincia de Corrientes.
Las instalaciones del Hospital Llano también albergan a la Fundación Mendiondo y el Salón Auditorio.

## Reseña histórica
Durante los primeros meses de 1944, decidieron trasladar el antiguo Hospital de Infecciosos (ubicado en avenida Costanera San Martín, sobre la manzana comprendida por calles 25 de Mayo, San Luis, Entre Ríos y Pellegrini) que fue demolido para construir el Hotel de Turismo, en ese mismo terreno.
El interventor Coronel Laureano Anaya (a cargo de la intervención federal interina en Corrientes) y los ministros de Gobierno y de Hacienda resolvieron darle una ubicación definitiva en el terreno de propiedad provincial con superficie de seis hectáreas, adquirido de la sucesión de Doña Pellegrina Camogli de Resoagli (ubicado sobre la avenida Centenario, prolongación de la calle Ayacucho), con 200 m de frente y 300 m de fondo. La construcción se iniciaría de inmediato con la ejecución de un Pabellón de Enfermos, donado por el doctor Oscar de Llano, en memoria de su madre, Ángela Iglesia de Llano; y en poco tiempo después con otro Pabellón de Enfermo, Servicio de Administración, Cocina-Lavadero, Viviendas, etcétera, costeado por el gobierno provincial correntino.
Posteriormente, la Intervención Federal suscribió el decreto que lleva la firma del Ministro de Gobierno, donde se aceptaba la donación ofrecida por el Dr. Oscar M. de Llano, y se lo autorizaba a construir los pabellones en el Hospital de Infecciosos “Ángela Iglesia de Llano”, pabellones que llevarían los nombres de “Ponciano Félix Llano” y de “Joseph de Llano”.
Este Hospital se construyó con: la donación del Dr. Llano; fondos del erario provincial; y con una importante contribución de los sueldos renunciados por los señores jefes  y oficiales del Ejército y la  Marina.

## Actualidad
El Hospital Llano dispone de los siguientes Pabellones:
- Central
- Laboratorio
- Consultorios Externos
- Maternidad
- Internación y Emergencias
- Clínica Invico (Instituto de Viviendas de Corrientes).

Además, cuenta con cocina comedor y una capilla.
Presta los siguientes servicios médicos: Anatomía Patológica, Clínica Médica, Maternidad, Terapia Intensiva, Diagnóstico por Imágenes, Laboratorio, Servicio Social, Patrimonio y mantenimiento, Emergencias, Salud mental.
Tiene Consultorios Externos con las siguientes especialidades médicas: Cirugía, Odontología, Kinesiología, Diabetes y nutrición, Cardiología, Otorrinolaringología, Pediatría, Oftalmología, Traumatología, Enfermería, Inmunizaciones.